# Julia Carpenter
Julia Carpenter, è un personaggio dei fumetti statunitensi pubblicati da Marvel Comics. Creata da Jim Shooter e dal disegnatore Mike Zeck, è stata la seconda supereroina a vestire i panni della Donna Ragno e, in seguito, ha assunto l'identità di Arachne, e poi di Madame Web.

## Biografia del personaggio
Julia Eugenia Cornwall Carpenter, nome completo di Julia, venne convinta da una vecchia amica del college, l'agente federale Valerie Cooper, che credeva che Julia sarebbe stata ideale per un programma di creazione di un super-agente, a partecipare al progetto sottoponendosi a una serie di trattamenti sperimentali a base di sostanze ricavate da rare piante amazzoniche e da veleni di ragno, che le conferirono poteri sovrumani. Divenne poi membro della Commission on Superhuman Activities (CSA - Commissione sulle attività superumane) come Spider-Woman. Il CSA aveva sede a Washington ma inizialmente Julia operava come indipendente a Denver.

### Guerre segrete
Quando Arcano rapì un intero sobborgo di Denver trasportandolo nello spazio - nella saga Guerre Segrete - Julia prese parte alla lotta contro l'Arcano insieme ad altri supereroi come i Vendicatori, i Fantastici Quattro, gli X-Men e Spider-Man. Successivamente tornò sulla Terra insieme a loro.

### Vendicatori della costa Ovest
L'ex marito di Julia, Larry, aveva perso la custodia della figlia Rachel dopo il divorzio, ma quando la doppia vita di Julia come Spider-Woman la costrinsero a frequenti assenze, Larry fece causa per la custodia vincendola. Nel frattempo Julia venne reclutata nella squadra della Freedom Force gestita dal CSA fino a quando non arrestarono i Vendicatori con false accuse di tradimento; allora Julia li liberò divenendo essa stessa una fuggiasca ma presto i Vendicatori vennero scagionati. Cooper in seguito diede a Julia una seconda possibilità assumendola come agente del CSA alle dipendenze di Mike Clemson; ma dopo aver aiutato i Vendicatori contro i Pacific Overlords, Julia si unì agli Avengers e tagliò i legami con il CSA. Mentre era parte dei Vendicatori della Costa Ovest, si scontrò con il trio criminale Deathweb; i loro poteri, come il suo, provenivano dalla formula del dr. Carter Napier del CSA. Deathweb con il Manipolatore, combatterono Julia diverse volte, uccidendo Larry e Napier, minacciando Rachel e i genitori di Julia e i Cornwalls, i quali, come guide nella giungla amazzonica avevano aiutato a localizzare gli ingredienti per la formula di Napier; ma Julia alla fine li sconfisse i cattivi, salvando sua figlia e i suoi genitori.
Tornata sulla terra si unì ai Vendicatori della Costa Ovest, portando con sé anche sua figlia Rachel, dopo che ne ebbe avuto l'affidamento in seguito alla morte del suo ex marito. Restò nel gruppo per molto tempo fino allo scioglimento della squadra. Venne poi scelta da Iron Man come membro dei Force Work e, quando questi vennero nuovamente reintegrati nei Vendicatori, Julia scelse il ruolo di semplice riserva, per aver più tempo da dedicare alla figlia. Per un certo periodo le vennero portati via i poteri da Charlotte Witter che prese il suo posto come Donna Ragno.

### Civil War
Durante Civil War, dopo aver riavuto i suoi poteri grazie ai laboratori Coleridge, ha cambiato il suo nome in "Aracne" (per evitare di far confusione con Jessica Drew, l'originale Donna Ragno, tornata da poco in azione con i Nuovi Vendicatori), dopodiché si è registrata ed è entrata a far parte degli eroi schierati con il governo; in realtà Julia era una doppiogiochista, depistava gli agenti S.H.I.E.L.D. con false informazioni e faceva delle soffiate agli eroi non registrati, aiutandoli a fuggire (come nel caso di Hobie Brown alias Prowler).
Il suo bluff venne scoperto proprio in occasione dell'arresto del suo fidanzato, l'eroe non-registrato noto come Sudario; Julia cercò di aiutarlo a sfuggire all'arresto, ma questo fu ugualmente catturato e Julia smascherata, divenendo così una fuggiasca.
Nel tentativo di prendere sua figlia Rachel per poi scappare in Canada, viene catturata da Ms. Marvel e imprigionata nella prigione per i ribelli nella zona negativa. Dopo l'evasione per mano degli alleati di Capitan America, in lotta contro la fazione di Iron Man, riesce a fuggire, spostandosi senza meta per gli USA.
Conclusasi la guerra civile, Julia si scontra con Anya Corazon, la giovanissima aiutante di Ms. Marvel, per sapere dove si trova sua figlia. Ne nasce una violenta lotta in cui viene apparentemente sconfitta dalla ragazza. Carol Danvers, alias Ms. Marvel, rammaricata per averla arrestata davanti a sua figlia, cerca di aiutarla, dicendole che Rachel si trova dai nonni, che si sono trasferiti per paura del governo. Julia raggiunge la figlia per portarla con sé, ma proprio suo padre, ovvero il nonno materno della bambina, le si oppone perché la ritiene un'irresponsabile. Ciò malgrado Julia scappa con sua figlia, diventando di fatto una fuorilegge, dato che i nonni hanno la custodia legale della bambina.
Carol Danvers le offre una seconda chance, proponendole di diventare membro di Omega Flight, un supergruppo finalizzato alla cattura dei criminali fuggiti in Canada, in modo tale da ottenere legalmente la custodia di sua figlia. Julia accetta la proposta di Carol, ma, nonostante questo, le dice che non si dimenticherà mai che lei l'ha arrestata davanti a sua figlia e un giorno gliela farà pagare. La prima missione del gruppo sarà quella di fermare la Squadra Distruttrice.

### Tetra Caccia
Julia venne assalita dalla famiglia Kravinoff come parte del loro rituale blasfemo per resuscitare Kraven il Cacciatore. Fallito il tentativo di resurrezione attraverso il sacrificio di Mattie Franklin, la terza Spider-Woman, la donna stava per essere sacrificata a sua volta, ma Spider-Man la salvò; purtroppo Madame Web, fu mortalmente ferita. Nei suoi ultimi momenti di vita trasferì i suoi poteri a Julia - rendendola cieca, e facendola divenire la nuova Madame Web.

## Poteri e abilità
Julia è dotata di forza sovrumana, fattore rigenerante, poteri psichici, capacità di aderire ai muri e può manipolare le molecole dell'ambiente circostante per creare una sostanza simile a ragnatela, che lei chiama "psi-tela".

## Altri media

### Televisione
- Julia Carpenter (nei panni della Donna Ragno) è la protagonista femminile della serie animata Iron Man (1994): la supereroina fa parte dei componenti del team Force Works (Vendicatori della Costa Ovest) e vicepresidente del settore di ricerche dalla Stark Enterprises, ed è la fidanzata del miliardario Tony Stark (Iron Man), cosa mai accaduta in fumetto.
- Julia Carpenter (nei panni di Madame Web) compare anche nella serie animata Ultimate Spider-Man (2012).

### Cinema
- Julia Carpenter compare brevemente nel film d'animazione Spider-Man: Across the Spider-Verse (2023). In questa versione della supereroina è un membro della Spider-Society di Miguel O'Hara.
- Un'adolescente Julia Carpenter compare come una delle protagoniste nel quarto film del Sony's Spider-Man Universe Madame Web (2024), interpretata da Sydney Sweeney. In questa versione del personaggio, in cui assume il cognome da nubile, si chiama Julia Cornwall, vive con il padre e la matrigna ed è estranea a sua madre. Dopo essere stata presa di mira da un misterioso nemico chiamato Ezekiel Sims, le cui visioni profetiche lo portano a credere che lei potrebbe ucciderlo in futuro, Julia viene salvata da Cassandra "Cassie" Webb, che alla fine la addestra a diventare una supereroina, nota come Spider-Woman, insieme alle sue compagne (Anya Corazon e Mattie Franklin).

### Videogiochi
- Marvel: La Grande Alleanza (2006): è un personaggio selezionabile come terzo costume della Donna Ragno;
- Marvel: Avengers Alliance (2012): viene menzionata nella biografia di Spider-Girl (Anya Corazon).